# 姑魯產蛋崖
姑魯產蛋崖是中國貴州省一處會自然產出石蛋的石崖，位於三都水族自治縣姑魯寨背面的登趕山上。產蛋崖長20多公尺、高6公尺，每隔數十年就會產下一些石蛋，現仍有近百枚尚未落下的石蛋镶嵌在崖上。產下的石蛋直徑30至60公分，最重者達300多公斤，皆為圆形或扁圆形。地質學家們對於產蛋崖產石蛋的現象有著各種不同的說法。
當地的相關部門有意將姑魯產蛋崖經營為旅遊景點。2014年12月，姑鲁产蛋崖景区於貴廣高鐵通車同日正式開園。